# Łotewscy arcymistrzowie szachowi
Lista łotewskich szachistów, posiadających tytuły arcymistrzów (GM) i arcymistrzyń (WGM), zarówno w grze klasycznej, korespondencyjnej, kompozycji szachowej, jak i w rozwiązywaniu zadań szachowych oraz tytuły arcymistrzów honorowych (HGM), przyznawanych za osiągnięcia w przeszłości. Obejmuje także zawodników, którzy barwy Łotwy reprezentowali tylko w pewnym okresie swojego życia.

## Szachy klasyczne

### arcymistrzowie
| Zawodnicy              | Rok urodzenia | Rok śmierci | Rok nadania | Uwagi                                     |
| ---------------------- | ------------- | ----------- | ----------- | ----------------------------------------- |
| Władimir Bagirow       | 1936          | 2000        | 1978        |                                           |
| Daniel Fridman         | 1976          |             | 2001        | obecnie Niemcy                            |
| Aivars Gipslis         | 1937          | 2000        | 1967        |                                           |
| Lew Gutman             | 1945          |             | 1986        | obecnie Niemcy                            |
| Toms Kantans           | 1994          |             | 2017        |                                           |
| Edvins Kengis          | 1959          |             | 1991        |                                           |
| Jānis Klovāns          | 1935          | 2010        | 1997        |                                           |
| Igor Kowalenko         | 1988          |             | 2011        | wcześniej Ukraina                         |
| Māris Krakops          | 1978          |             | 1998        |                                           |
| Zigurds Lanka          | 1960          |             | 1992        |                                           |
| Viesturs Meijers       | 1967          | 2024        | 2004        |                                           |
| Nikita Meskovs         | 1994          |             | 2017        |                                           |
| Normunds Miezis        | 1971          |             | 1997        |                                           |
| Arkadij Naiditsch      | 1985          |             | 2001        | obecnie Niemcy                            |
| Arturs Neikšāns        | 1983          |             | 2012        |                                           |
| Juzefs Petkēvičs       | 1940          | 2024        | 2002        | pochodzenie polskie                       |
| Igors Rausis           | 1961          | 2024        | 1993        | obecnie Czechy                            |
| Ilmārs Starostīts      | 1979          |             | 2010        |                                           |
| Jewgienij Swiesznikow  | 1950          | 2021        | 1977        |                                           |
| Aleksandr Szabałow     | 1967          |             | 1991        | obecnie Stany Zjednoczone                 |
| Aleksiej Szyrow        | 1972          |             | 1990        | w latach 1995–2011 i od 2018 Hiszpania    |
| Michaił Tal            | 1936          | 1992        | 1957        |                                           |
| Aleksander Wojtkiewicz | 1963          | 2006        | 1990        | później Polska i Stany Zjednoczone        |
| Elmārs Zemgalis        | 1923          | 2014        | 2003        | tytuł honorowy, obecnie Stany Zjednoczone |

### arcymistrzynie
| Zawodniczki          | Rok urodzenia | Rok śmierci | Rok nadania | Uwagi                  |
| -------------------- | ------------- | ----------- | ----------- | ---------------------- |
| Ilze Bērziņa         | 1984          |             | 2009        |                        |
| Ingūna Erneste       | 1966          |             | 1992        |                        |
| Olita Rause          | 1962          |             | 1993        | +mistrz międzynarodowy |
| Dana Reizniece-Ozola | 1981          |             | 2001        |                        |
| Laura Rogule         | 1988          |             | 2005        |                        |
| Anda Šafranska       | 1960          |             | 2000        | obecnie Francja        |
| Tamāra Vilerte       | 1954          |             | 2008        |                        |

## Szachy korespondencyjne

### arcymistrzowie
| Zawodnicy        | Rok urodzenia | Rok śmierci | Rok nadania | Uwagi                           |
| ---------------- | ------------- | ----------- | ----------- | ------------------------------- |
| Maigonis Avotiņš | 1962          | 2023        | 2015        |                                 |
| Artis Gaujens    | 1959          |             | 2004        |                                 |
| Aivars Gipslis   | 1937          | 2000        | 1996        | +arcymistrz                     |
| Jānis Klovāns    | 1935          | 2010        | 2001        | +arcymistrz                     |
| Olita Rause      | 1962          |             | 1999        | kobieta, +mistrz międzynarodowy |
| Vilnis Strautiņš | 1939          | 2018        | 2009        |                                 |
| Jānis Vitomskis  | 1936          | 2009        | 2001        |                                 |

### arcymistrzynie
| Zawodniczki      | Rok urodzenia | Rok śmierci | Rok nadania | Uwagi                  |
| ---------------- | ------------- | ----------- | ----------- | ---------------------- |
| Ingrida Priedite | 1954          |             | 1998        |                        |
| Olita Rause      | 1962          |             | 1999        | +mistrz międzynarodowy |